# شتگاوراخ
شتگاوراخ (به آلمانی: Stegaurach) یک شهر در آلمان است که در بامبرگ واقع شده‌است. شتگاوراخ ۶٬۸۴۷ نفر جمعیت دارد.

## خواهرخوانده
شهر Onet-le-Château خواهرخواندهٔ شتگاوراخ هست.